# Johannes Hübner (Politiker)
Johannes Hübner (* 7. Oktober 1956 in Wien; † 2. Februar 2025) war ein österreichischer Politiker (FPÖ). Hübner war von 2008 bis 2017 Abgeordneter zum österreichischen Nationalrat. Vom 24. November 2020 bis zum 26. Juni 2023 war er vom Wiener Landtag entsandtes Mitglied des Österreichischen Bundesrates.

## Leben
Hübner absolvierte nach der Matura 1974 ein Studium der Rechtswissenschaften, das er 1979 abschloss, und arbeitete von 1986 bis 2020 als Rechtsanwalt in Wien.
Johannes Hübner war verheiratet und Vater zweier Kinder. Er starb am 2. Februar 2025 im Alter von 68 Jahren nach schwerer Krankheit.

## Politik
Hübner hatte seit 1988 verschiedene Funktionen in der FPÖ inne und war Mitglied des Parteischiedsgerichts. Er agierte als Sprecher des Personenkomitees von Andreas Mölzer bei der Europawahl 2004, dem unter anderem auch Ewald Stadler, Otto Scrinzi, Johann Gudenus und Rudolf Nowotny angehörten.
Bei der Nationalratswahl 2008 kandidierte Hübner auf Platz fünf der FPÖ-Landesliste Wien und war Spitzenkandidat im Regionalwahlkreis Wien Süd-West. Er erzielte ein Direktmandat in diesem Regionalwahlkreis und wurde am 28. Oktober 2008 als Abgeordneter angelobt. Im FPÖ-Parlamentsklub übernahm Hübner die Rolle des Bereichssprechers für Außenpolitik, Europa und Entwicklungszusammenarbeit.
Im Februar 2012 besuchte Hübner zusammen mit seinem Parteikollegen Johann Gudenus den in Österreich wegen Anstiftung zum Mord gesuchten tschetschenischen Diktator Ramsan Kadyrow. Gudenus stimmte danach mit Kadyrow überein, dass die Tschetschenen in Österreich „fast ausschließlich Asylbetrüger und Wirtschaftsflüchtlinge“ seien, die gefahrlos zurückkehren könnten. Der Besuch rief massive Kritik hervor, unter anderem von Amnesty International (AI) und den Grünen.
Anfang Juni 2016 hielt Hübner auf dem Jahreskongress der rechtsextremen Gesellschaft für freie Publizistik einen Vortrag über „die Massenzuwanderung nach Österreich“ und die „Hintergründe des Politikwechsels“ der österreichischen Bundesregierung. Als Folge der Kritik an als antisemitisch bewerteten Aussagen Hübners auf dieser Veranstaltung gab er am 25. Juli 2017 bekannt, bei der vorgezogenen Nationalratswahl am 15. Oktober 2017 nicht mehr auf der Liste der FPÖ anzutreten.
Auf Einladung der Regierung von Kambodscha beobachtete Hübner die dortige Wahl am 29. Juli 2018 und beurteilte sie als korrekt. Da Premier Hun Sen Kritiker unterdrückt sowie zuvor die größte Oppositionspartei aufgelöst hatte, wurde diese Wahl von der EU und von Menschenrechtsorganisationen als unfair abgelehnt.
Von der FPÖ wurde er für die Nationalratswahl 2017 und 2019 in die Bundeswahlbehörde entsandt.
Nach der Landtags- und Gemeinderatswahl in Wien 2020 wurde er mit 24. November 2020 Mitglied des Bundesrates. Im Juni 2023 reduzierte sich die Anzahl der Mitglieder des Bundesrates von 61 auf 60, Wien verlor aufgrund der letzten Volkszählung ein Mandat, Hübner schied aus dem Bundesrat aus.

## Umstrittene Reisen und prorussische Aktivitäten
2017 reiste Hübner auf die von Russland völkerrechtswidrig annektierte Krim und forderte mit Parteikollegen, das von der UN-Generalversammlung für ungültig erklärte Referendum über den Status der Krim zu akzeptieren.
Im September 2023 reiste Hübner zusammen mit dem österreichischen Publizisten und ehemaligen Europaparlamentarier Andreas Mölzer nach Afghanistan, um sich dort mit dem Außenminister Amir Khan Muttaqi sowie weiteren Vertretern der dortigen Taliban-Regierung zu treffen. Nach Aussagen des afghanischen Außenministeriums ging es bei dem Treffen unter anderem um Gespräche zur Erleichterung von konsularischen Diensten für afghanische Bürger in Wien.
Das österreichische Außenministerium riet von der Reise ab und betonte, dass es sich um die Reise einer Privatperson handelte, da Mölzer kein offizieller Vertreter der österreichischen Bundesregierung war.
Am 3. Februar 2023 enthüllten durchgesickerte E-Mails vom 21. Juni 2016, dass eine mit dem Kreml verbundene Lobbygruppe mehreren europäischen Politikern Zahlungen anbot, um eine prorussische Politik zu fördern. Laut diesen E-Mails war Johannes Hübner in der Gruppe dieser Politiker, und er bekommt 20.000 Euro dafür, dass er im österreichischen Parlament eine Rede gegen Sanktionen gegen Russland hält. Bei einer erfolgreichen Abstimmung hätte er zusätzlich 15.000 Euro erhalten.
Am 6. Juli 2016 brachte Hübner den Antrag  im Nationalrat ein, „dass die Wirtschaftssanktionen gegen die Russische Föderation unverzüglich aufgehoben werden“ wegen „erheblicher Schädigung der österreichischen Wirtschaft“. Der Antrag wurde abgelehnt.